# Henri Thiriat (1843-1926)
Pour les articles homonymes, voir Thiriat.
Ne doit pas être confondu avec Paul Thiriat ou Henri Thiriet.
Henri Amédée Thiriat (Paris, 22 novembre 1843 - Villiers-sur-Marne, 9 avril 1926,) est un graveur français qui exerça une grande partie de son activité à L'Illustration.

## Biographie

L'Illustration du 5 décembre 1885, d'après une lithographie d'Émile Bayard, gravure d'Henri Thiriat.

Henri Amédée Thiriat est né le 22 novembre 1843 dans l'ancien 11e arrondissement de Paris.
Tout d'abord graveur sur bois, il entre à la revue L'Illustration vers 1860 et y effectue la plus grande partie de sa carrière. Avec l'évolution des techniques typographiques, il s'adapte et jusqu'à sa mort collabore avec différents journaux. L’Illustration du 24 avril 1926 lui consacre un article nécrologique précisant « qu’il fut de cette pléiade d’artistes qui chaque semaine, avec un document d’actualité créaient une œuvre originale ». Marié à Élisabeth Verpy, il a un fils, Paul Henri Thiriat (1868-1943) qui exercera d'abord le même métier de graveur sur bois, avant de devenir peintre et illustrateur.

## Les prémices de la photogravure

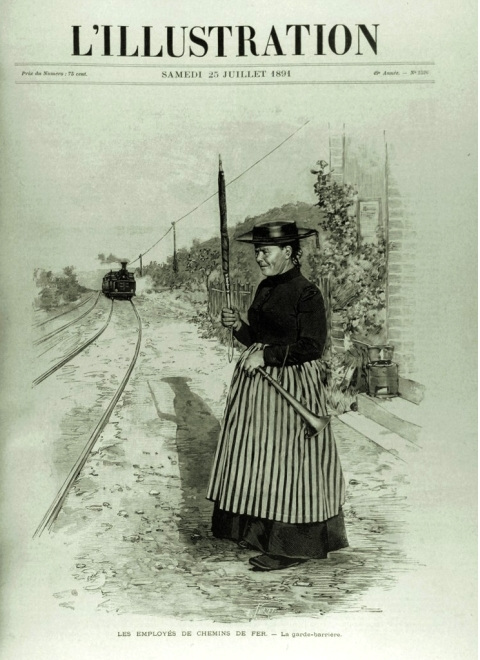
Une image devenue symbole : « La garde-barrière », publiée le 25 juillet 1891.

Durant presque vingt ans, entre 1880 et 1900, il fournit en images la presse, et en premier lieu L'Illustration, et recherche des techniques de reproduction qui aboutiront à la photo-gravure. Le 25 juillet 1891, L'Illustration publie en Une, « La garde-barrière » qui est considérée comme une des premières utilisations de la photographie dans la presse. C'est Henri Thiriat qui adapte la technique de reproduction par un procédé de similigravure sur bois pelliculé d'après la photo d'Ernest Clair-Guyot qui n'est pas encore le procédé photomécanique définitif adopté par la suite.

## Publications
Hormis son activité principale à L'Illustration, il a participé comme graveur à l'illustration de plusieurs ouvrages :
- Gaston Pinet (préf. Aimé Laussedat, ill. Henry-Louis Dupray, Henri Thiriat), Histoire de l'École polytechnique, Paris, Baudry, 1887, 500 p., 27,5 cm (BNF 35018138, lire en ligne)
- Marie de Ujfalvy-Bourdon (ill. Henri Thiriat (graveur), E. Ronjat (dessinateur)), De Paris à Samarkand, le Ferghanah, le Kouldja et la Sibérie occidentale : impressions de voyage d'une parisienne, Paris, Hachette, 1880, 487 p. (lire en ligne)
- Arthur Da Cunha (préf. Henri de Parville, ill. Henri Thiriat, Albert Robida, Louis Poyet), Les Travaux de l'Exposition de 1900, Paris, Masson et Compagnie Éditeurs, 1901, 339 p. (BNF 30291206, lire en ligne)